# Les Incorruptibles de Chicago
Les Incorruptibles de Chicago ou Le Flic de Chicago au Québec (Crime Story) est une série télévisée américaine en un pilote de 90 minutes et 42 épisodes de 44 minutes, créée par Chuck Adamson et Gustave Reininger et diffusée entre le 18 septembre 1986 et le 10 mai 1988 sur le réseau NBC.
Au Québec, la série a été diffusée à partir du 11 septembre 1987 sur le réseau TVA, et en France à partir du 1er octobre 1988 sur Antenne 2.
Rediffusion du pilote le 2 janvier 1989 sur La Cinq.
Rediffusion du pilote sous le titre original Crime Story, le 3 mars 2006 sur 13ème Rue.

## Synopsis
Cette série met en scène, dans les années 1960 à Chicago, la traque du gangster Ray Luca par le policier Mike Torello.

## Distribution
- Dennis Farina : Lieutenant Mike Torello
- Anthony John Denison : Ray Luca
- John Santucci : Pauli Taglia
- Stephen Lang : David Abrams
- Bill Smitrovich : Détective Danny Krychek
- Billy Campbell (VF : Mathieu Rivolier) : Détective Joey Indelli
- Paul Butler : Détective Walter Clemmons
- Steve Ryan (en) : Détective Nate Grossman
- Ted Levine : Frank Holman
- Joseph Wiseman : Manny Weisbord
- Johann Carlo (en) : Cori Luca
- Andrew Dice Clay (en) : Max Goldman

 Source et légende : version française (VF) sur RS Doublage

## Épisodes

### Première saison (1986-1987)
1. Pilot
2. Final Transmission
3. Shadow Dancer
4. The Saint Louis Book of Blues
5. The War
6. Abrams for the Defense
7. Pursuit of a Wanted Felon
8. Old Friends, Dead Ends
9. Justice Hits the Skids
10. For Love or Money
11. Crime Pays
12. Hide and Go Thief
13. Strange Bedfellows
14. Fatal Crossroads
15. Torello on Trial
16. The Kingdom of Money
17. The Battle of Las Vegas
18. The Survivor
19. The Pinnacle
20. Top of the World
21. Ground Zero

### Deuxième saison (1987-1988)
1. The Senator, the Movie Star, and the Mob
2. Blast from the Past
3. Always a Blonde
4. Atomic Fallout
5. Shockwaves
6. Robbery, Armed
7. Little Girl Lost
8. Love Hurts
9. MIG-21
10. Moulin Rouge
11. Seize the Time
12. Femme Fatale
13. Protected Witness
14. Last Rites
15. Pauli Taglia's Dream
16. Roadrunner
17. Desert Justice
18. Byline
19. The Hearings
20. Pursuit - Part 1
21. Escape - Part 2
22. Going Home - Part 3

## Commentaires
Une des raisons de l'authenticité de la série est due au fait que l'acteur principal, Dennis Farina, avait été policier pendant une quinzaine d'années dans la ville de Chicago, avant de devenir acteur.
Cependant, la série n'a pas convaincu le public et elle s'est arrêtée après deux saisons.